# Library 〜Anthology 1973-2003〜
『Library 〜Anthology 1973-2003〜』（ライブラリー〜アンソロジー 1973-2003〜）は、2003年10月29日に発売された大貫妙子のベスト・アルバム。

## 概要
音楽活動30周年の年に発売されたベスト・アルバムで、シュガー・ベイブ時代の曲から最新曲までレーベルを超えて収録されている。全曲にデジタルリマスターが施されており、本人による楽曲解説、ボーナス・トラックが収録されている。

## 収録曲
- 特記のない限り、作詞・作曲：大貫妙子

### Disc1
1. いつも通り
編曲：山下達郎
シュガー・ベイブ時代の楽曲。シュガー・ベイブの1stシングルc/w、1stアルバム「SONGS」より
2. 街
編曲：大貫妙子、坂本龍一、細野晴臣
1stアルバム「Grey Skies」より
3. 都会
編曲：坂本龍一
27thシングル、2ndアルバム「SUNSHOWER」より
4. 海と少年
編曲：坂本龍一
3rdシングルc/w、3rdアルバム「MIGNONNE」より
5. 若き日の望楼
編曲：坂本龍一
4thアルバム「ROMANTIQUE」より
6. 新しいシャツ
編曲：坂本龍一
4thアルバム「ROMANTIQUE」より。
7. 黒のクレール
編曲：坂本龍一
8thシングル、6thアルバム「Cliché」より
8. 色彩都市
編曲：坂本龍一
6thアルバム「Cliché」より
9. ピーターラビットとわたし
編曲：坂本龍一
9thシングル、6thアルバム「Cliché」より
10. 夏に恋する女たち
編曲：坂本龍一
10thシングル、7thアルバム「SIGNIFIE」より
11. ベジタブル
編曲：坂本龍一
12thシングル、9thアルバム「copine」より
12. メトロポリタン美術館
編曲：清水信之
10thアルバム「Comin' Soon」より
13. 彼と彼女のソネット
作曲：ロマーノ・ムスマッラ
編曲：フブ・ムジー
12thアルバム「A Slice of Life」より
14. 横顔
編曲：中西俊博
3rdアルバム「MIGNONNE」収録。本作では「pure acoustic」収録のアコースティック・バージョンが使われている。
15. 突然の贈りもの
編曲：中西俊博
7thシングルc/w、3rdアルバム「MIGNONNE」収録。「横顔」同様、本作には「pure acoustic」収録のアコースティック・バージョンが使われている。
16. Tema Purissima
編曲：マーティ・ペイチ
13thアルバム「PURISSIMA」より

### Disc 2
1. dreamland
編曲：小林武史、大貫妙子
17thシングル、15thアルバム「DRAWING」より
2. 静かな約束
編曲：小林武史、大貫妙子
18thシングル、15thアルバム「DRAWING」より
3. 哀しみの足音
編曲：パトリック・ウィリアムズ
18thシングルc/w、15thアルバム「DRAWING」より
4. 春の手紙
編曲：小林武史
19thシングル、16thアルバム「Shooting star in the blue sky」より
5. しあわせのサンドウィッチ
編曲：小林武史
20thシングル、16thアルバム「Shooting star in the blue sky」より
6. 会いたい気持
編曲：小林武史
19thシングルc/w、16thアルバム「Shooting star in the blue sky」より
7. 美しい人よ
作詞：エデュアルド・モンテシノス・ロペス
日本語詞：大貫妙子
作曲：ホセ・パディーリャ・サンチェス
編曲：朝川朋之
21stシングル、17thアルバム「TCHOU」より
8. Shall we dance?
作詞：オスカー・ハマースタイン2世
作曲： リチャード・ロジャース
編曲：周防義和
23rdシングルc/wより。アルバム初収録
9. はるかなHOME TOWN
編曲：服部隆之
22ndシングルより。アルバム初収録
10. Happy-go-Lucky
編曲：坂本龍一
23rdシングル、17thアルバム「LUCY」
11. ひまわり
編曲：坂本龍一
24thシングル、サウンドトラック「東京日和」より
12. 四季
編曲：フェビアン・レザ・パネ
18thアルバム「ATTRACTION」より
13. Beautiful Beautiful Songs / 歌がうまれてる
作詞：糸井重里
14. ただ
編曲：フェビアン・レザ・パネ、小倉博和
25thシングル、20thアルバム「note」より
15. あなたを思うと
作曲・編曲：山弦
26thシングル、20thアルバム「note」より
16. 裸のキリク
編曲：高野寛、大貫妙子
17. 新しいシャツ (LIVE at SHIBUYA-AX’01.11.30)
編曲：山弦